# Heckler & Koch SL8
 (juillet 2023).
La mise en forme du texte ne suit pas les recommandations de Wikipédia : il faut le « wikifier ».
Les points d'amélioration suivants sont les cas les plus fréquents. Le détail des points à revoir est peut-être précisé sur la page de discussion.
- Les titres sont pré-formatés par le logiciel. Ils ne sont ni en capitales, ni en gras.
- Le texte ne doit pas être écrit en capitales (les noms de famille non plus), ni en gras, ni en italique, ni en « petit »…
- Le gras n'est utilisé que pour surligner le titre de l'article dans l'introduction, une seule fois.
- L'italique est rarement utilisé : mots en langue étrangère, titres d'œuvres, noms de bateaux, etc.
- Les citations ne sont pas en italique mais en corps de texte normal. Elles sont entourées par des guillemets français : « et ».
- Les listes à puces sont à éviter, des paragraphes rédigés étant largement préférés. Les tableaux sont à réserver à la présentation de données structurées (résultats, etc.).
- Les appels de note de bas de page (petits chiffres en exposant, introduits par l'outil «  Source ») sont à placer entre la fin de phrase et le point final[comme ça].
- Les liens internes (vers d'autres articles de Wikipédia) sont à choisir avec parcimonie. Créez des liens vers des articles approfondissant le sujet. Les termes génériques sans rapport avec le sujet sont à éviter, ainsi que les répétitions de liens vers un même terme.
- Les liens externes sont à placer uniquement dans une section « Liens externes », à la fin de l'article. Ces liens sont à choisir avec parcimonie suivant les règles définies. Si un lien sert de source à l'article, son insertion dans le texte est à faire par les notes de bas de page.
- La présentation des références doit suivre les conventions bibliographiques. Il est recommandé d'utiliser les modèles {{Ouvrage}}, {{Chapitre}}, {{Article}}, {{Lien web}} et/ou {{Bibliographie}}. Le mode d'édition visuel peut mettre en forme automatiquement les références.
- Insérer une infobox (cadre d'informations à droite) n'est pas obligatoire pour parachever la mise en page.

Pour une aide détaillée, merci de consulter Aide:Wikification.
Si vous pensez que ces points ont été résolus, vous pouvez retirer ce bandeau et améliorer la mise en forme d'un autre article.
Le Heckler & Koch SL8 est un fusil semi-automatique fabriqué par la firme Heckler & Koch. Sa création découle d'une volonté de créer une version civile du Heckler & Koch G36.
L'arme tire la cartouche .223 Remington ou 5,56 × 45 mm OTAN et s'alimente avec un chargeur amovible de 10, 20 ou 30 coups (selon la variante du fusil). Contrairement aux types de fusil antérieurs de fusils HK, il ne s'agit pas d'un culasse à retardement par galet mais plutôt d'un système de culasse rotatif à oreilles comme on le voit sur l'AR-18.

## Conception et réglementation
Pour adapter le G36 au marché civil, sa poignée pistolet et sa crosse repliable ont été remplacées par une crosse-poignée fixe avec trou de pouce. La carcasse a également été modifiée pour empêcher la fixation d'une crosse pliante. De plus, pour se conformer au Gun Control Act de 1968, les fusils SL8 exportés aux États-Unis ont été modifiés de sorte qu'ils n'acceptent pas les chargeurs G36 d'une capacité de 20 et 30 coups, mais n'acceptent que les chargeurs à pile unique de 10 coups. D'autres modifications ont été apportées au SL8, notamment une queue de détente allégée avec un poids de départ plus bas, un appui-joue et une plaque de couche réglables pour ajuster la position de tir à l'utilisateur, et un canon plus lourd et plus précis. Le SL8 n'est pas livré avec la poignée de transport et l'optique intégrée du G36, bien que ceux-ci puissent être achetés sur le marché secondaire et montés sur l'arme par la suite.
En France, le HK SL8 est classé en catégorie B de par son mode de fonctionnement et son calibre (une arme en .223 Remington et automatiquement classé en Cat.B, peu importe son fonctionnement, sauf les automatique qui sont classés en A). Seuls les Licenciés FFtir peuvent en acquérir un, après avoir obtenu l'autorisation de détention préfectorale (ces conditions sont valables au 27 juillet 2023). Aussi, l'utilisation du SL8 ne peut se faire que dans l'enceinte d'un stand de tir affilié FFtir.
Les propriétaires américains peuvent modifier leurs SL8 pour accepter des chargeurs G36 à 30 coups et des chargeurs à tambour à 100 coups. Cela nécessite que la tête de culasse du SL8 à une patte soit remplacée par une tête de culasse à double patte G36, que le puits de chargeur soit remplacé et que la carcasse soit modifiée pour permettre l'insertion d'un corps de magasin plus large. Cependant, de telles modifications des fusils SL8 (ou même de tout fusil importé) ont des implications importantes en vertu de la loi de 1968 sur le contrôle des armes à feu, qui interdit (entre autres) l'assemblage à partir de pièces importées de fusils qui ne pourraient pas eux-mêmes être importés.

## Variantes

### SL8 (no -#)
Il s'agit de la version grise pour l'Union européenne et le Canada qui a un chargeur à double pile, un garde-main non ventilé et un rail pour les organes de visée court.

### SL8-1
Le SL8-1 est la version grise importée des États-Unis du fusil. Il a un magasin à pile simple et son système de visée se compose d'un long rail avec une mire métallique. La culasse est légèrement modifiée pour accueillir le magasin à pile unique. Le garde-main avant n'est pas ventilé.

### SL8-2
Version très rare, elle a été conçue, pour être  le nouveau DMR de la Bundeswehr allemande (Armée de terre allemande), bien qu'elle n'ait finalement pas été adoptée. Il devait être équipé d'un bipied et d'une optique 3,5 × de type G36.

### SL8-4
Le H&K SL8-4 est un SL8 avec le même garde-main que le G36 standard et chargeur double-pile avec une culasse de G36.

### SL8-5
Le SL8-5 ne diffère du SL8-4 que par le fait qu'il utilise le même long rail avec mire métallique que le SL8-1.

### SL8-6
Il s'agit d'un SL8-1 noir avec le rail supérieur court et un garde-main ventilé. C'est la version la plus populaire de ce fusil sur le marché américain  Heckler & Koch a annoncé le 2 août 2021  que le fusil ferait un retour.

### SL8-10
Un nouveau modèle à rail d'organe de visé court, chambré pour la cartouche .222 Remington afin de respecter les lois qui interdisent aux habitants de certains pays de posséder des armes de calibres militaires. Principalement fabriqué pour l'exportation vers l'Espagne, mais il est également disponible en .223 Remington, comme les modèles précédents, pour remplacer le SL8-4.

## Autres versions

### SL9SD
Cette version est un fusil semi-automatique avec une culasse à empreint de gaz avec une tête de culasse rotative (comme l'original) utilisant le 7,62 × 37 mm (.300 Whisper - une cartouche subsonique fabriquée en reformant la douille de .221 Remington Fireball à .308 et en utilisant un Balle Sierra MatchKing de 240 gr.) La cartouche s'adaptera et s'alimentera à partir de tous les chargeurs OTAN standard de 5,56 × 45 mm. Le Whisper a effectivement la même puissance et le même poids qu'un .45 ACP standard, mais le calibre inférieur augmente considérablement la pénétration du blindage. Le SL9SD utilise des chargeurs de 20 et 30 coups, et il présente des dimension de 1150 mm (longueur O/A), 270 mm (hauteur), 58 mm (largeur) et pèse 4,6 kg (avec suppresseur).

### HK R8
Une version modifiée du SL8, connue sous le nom de R8, est fabriquée avec une action par réarmement manuel et utilise un chargeur à 5 ou 10 coups. Ces modifications ont été apportées pour permettre au fusil d'être commercialisé auprès des tireurs sportifs dans des pays où les lois sur le contrôle des armes à feu sont plus strictes, comme le Royaume-Uni et l'Australie. Il conserve l'apparence générale du SL8 bien qu'il ait une optique et une poignée de transport similaires à celles du fusil G36, et est disponible en noir ou en gris.
En France, cette version resterait classée en catégorie B, malgré sont réarmement manuel, à cause de son calibre
En avril 2008, le gouvernement de l'État australien de Victoria a suspecté que le R8 puisse être convertible en tir semi-automatique ou entièrement automatique en violation de la loi de l'État, accusant par ce fait HK d'avoir commercialisé une arme qui puise être rendu illégal. Heckler & Koch a déclaré que le fusil avait été construit à partir de zéro comme une arme à feu à verrou et que dans les fait tout fusil peut être converti en automatique. En mars 2009, le chef de la police de l'état de Victoria a officiellement reclassé le HK R8 dans la «catégorie D», qui correspond au arme réservée aux utilisateurs policiers et militaires, car il «replique substantiellement une arme à feu militariste dans sa conception, sa fonction ou son apparence».